# Rubén Marroquín
Rubén Eduardo Marroquín Meléndez (Cuscatancingo, San Salvador, El Salvador, 15 de octubre de 1992) es un futbolista salvadoreño. Su posición es lateral derecho y su actual club es el Inter FA de la Primera División de El Salvador.

## Selección nacional

### Participaciones en selección nacional
| Torneo                            | Categoría | Sede     | Resultado        | Partidos | Goles |
| --------------------------------- | --------- | -------- | ---------------- | -------- | ----- |
| Copa Oro 2017                     | Absoluta  | Concacaf | Cuartos de final | 1        | 0     |
| Liga de Naciones Concacaf 2019-20 | Absoluta  | Concacaf | Ascenso          | 1        | 0     |

## Estadísticas

### Clubes
Actualizado al último partido jugado el 25 de mayo de 2025.
| Club Deportivo FAS · El Salvador              | 1.ª                 | 2014-15             | 19  | 0 | - | - | -  | - | 19  | 0 | 0.00 |
| Club Deportivo FAS · El Salvador              | 1.ª                 | 2015-16             | 31  | 0 | - | - | -  | - | 31  | 0 | 0.00 |
| Club Deportivo FAS · El Salvador              | 1.ª                 | 2016-17             | 40  | 0 | - | - | -  | - | 40  | 0 | 0.00 |
| Club Deportivo FAS · El Salvador              | Total               | Total               | 90  | 0 | 0 | 0 | 0  | 0 | 90  | 0 | 0.00 |
| Alianza Fútbol Club · El Salvador             | 1.ª                 | 2017-18             | 27  | 0 | - | - | 4  | 0 | 31  | 0 | 0.00 |
| Alianza Fútbol Club · El Salvador             | 1.ª                 | 2018-19             | 44  | 0 | - | - | 2  | 0 | 46  | 0 | 0.00 |
| Alianza Fútbol Club · El Salvador             | 1.ª                 | 2019-20             | 25  | 0 | - | - | 6  | 0 | 31  | 0 | 0.00 |
| Alianza Fútbol Club · El Salvador             | 1.ª                 | 2020-21             | 28  | 0 | - | - | -  | - | 28  | 0 | 0.00 |
| Alianza Fútbol Club · El Salvador             | 1.ª                 | 2021-22             | 30  | 0 | - | - | -  | - | 30  | 0 | 0.00 |
| Alianza Fútbol Club · El Salvador             | Total               | Total               | 154 | 0 | 0 | 0 | 12 | 0 | 166 | 0 | 0.00 |
| Club Deportivo FAS · El Salvador              | 1.ª                 | 2022-23             | 22  | 0 | - | - | -  | - | 22  | 0 | 0.00 |
| Club Deportivo FAS · El Salvador              | Total               | Total               | 22  | 0 | 0 | 0 | 0  | 0 | 22  | 0 | 0.00 |
| Club Deportivo Municipal Limeño · El Salvador | 1.ª                 | 2023-24             | 34  | 0 | - | - | -  | - | 34  | 0 | 0.00 |
| Club Deportivo Municipal Limeño · El Salvador | 1.ª                 | 2024-25             | 34  | 0 | - | - | -  | - | 34  | 0 | 0.00 |
| Club Deportivo Municipal Limeño · El Salvador | Total               | Total               | 68  | 0 | 0 | 0 | 0  | 0 | 68  | 0 | 0.00 |
| Inter FA · El Salvador                        | 1.ª                 | 2025-26             |     |   |   |   |    |   |     |   |      |
| Inter FA · El Salvador                        | Total               | Total               | 0   | 0 | 0 | 0 | 0  | 0 | 0   | 0 | 0.00 |
| Total en su carrera                           | Total en su carrera | Total en su carrera | 334 | 0 | 0 | 0 | 12 | 0 | 346 | 0 | 0.00 |
| (2) No incluye goles en partidos amistosos.   |                     |                     |     |   |   |   |    |   |     |   |      |

Segunda División de El Salvador
| Club                   | País        | Año         |
| ---------------------- | ----------- | ----------- |
| Turín FESA Fútbol Club | El Salvador | 2012 - 2014 |

### Selección nacional
| Selección                                      | Año                 | Partidos | Goles |
| ---------------------------------------------- | ------------------- | -------- | ----- |
| El Salvador                                    |                     |          |       |
| 2017                                           | 1                   | 0        |       |
| 2018                                           | 0                   | 0        |       |
| 2019                                           | 4                   | 0        |       |
| 2020                                           | 1                   | 0        |       |
| Total en su carrera                            | Total en su carrera | 6        | 0     |
| Estadísticas hasta el 10 de diciembre de 2020. |                     |          |       |

## Palmarés

### Títulos nacionales
| Título           | Club    | País        | Año           |
| ---------------- | ------- | ----------- | ------------- |
| Primera División | Alianza | El Salvador | Apertura 2017 |
| Primera División | Alianza | El Salvador | Clausura 2018 |
| Primera División | Alianza | El Salvador | Apertura 2019 |
| Primera División | Alianza | El Salvador | Apertura 2020 |
| Primera División | Alianza | El Salvador | Apertura 2021 |
| Primera División | Alianza | El Salvador | Clausura 2022 |
| Primera División | FAS     | El Salvador | Apertura 2022 |